# Riva di Solto
Riva di Solto är en ort och kommun i provinsen Bergamo i regionen Lombardiet i Italien. Kommunen hade 922 invånare (2018).